# Mario Lamoureux
Mario Lamoureux (* 18. Juni 1988 in Grand Forks, North Dakota) ist ein ehemaliger US-amerikanischer Eishockeyspieler, der im Verlauf seiner aktiven Karriere zwischen 2004 und 2021 unter anderem über 200 Spiele in der ECHL auf der Position des Centers bestritten hat. Darüber hinaus absolvierte Lamoureux über 125 weitere Partien in der Erste Bank Eishockey Liga (EBEL) und war für die Dresdner Eislöwen sowie den EC Bad Tölz in der DEL2 aktiv.

## Karriere
Lamoureux begann seine Karriere bei den Tri-City Storm in der US-amerikanischen Juniorenliga United States Hockey League (USHL) und verließ diese als Rekordspieler mit 129 Scorerpunkten, davon 85 Torvorlagen, in 236 Spielen. Zwischen 2008 und 2012 spielte er für die University of North Dakota in der Western Collegiate Hockey Association (WCHA), mit denen er in den Jahren 2010, 2011 und 2012 jeweils die Meisterschaft der WCHA in Form der Broadmoor Trophy gewann. In seinem Abschlussjahr war Lamoureux Mannschaftskapitän der North Dakota Fighting Hawks. Zudem wurde er mehrfach in verschiedene All-Star-Teams der WCHA gewählt.

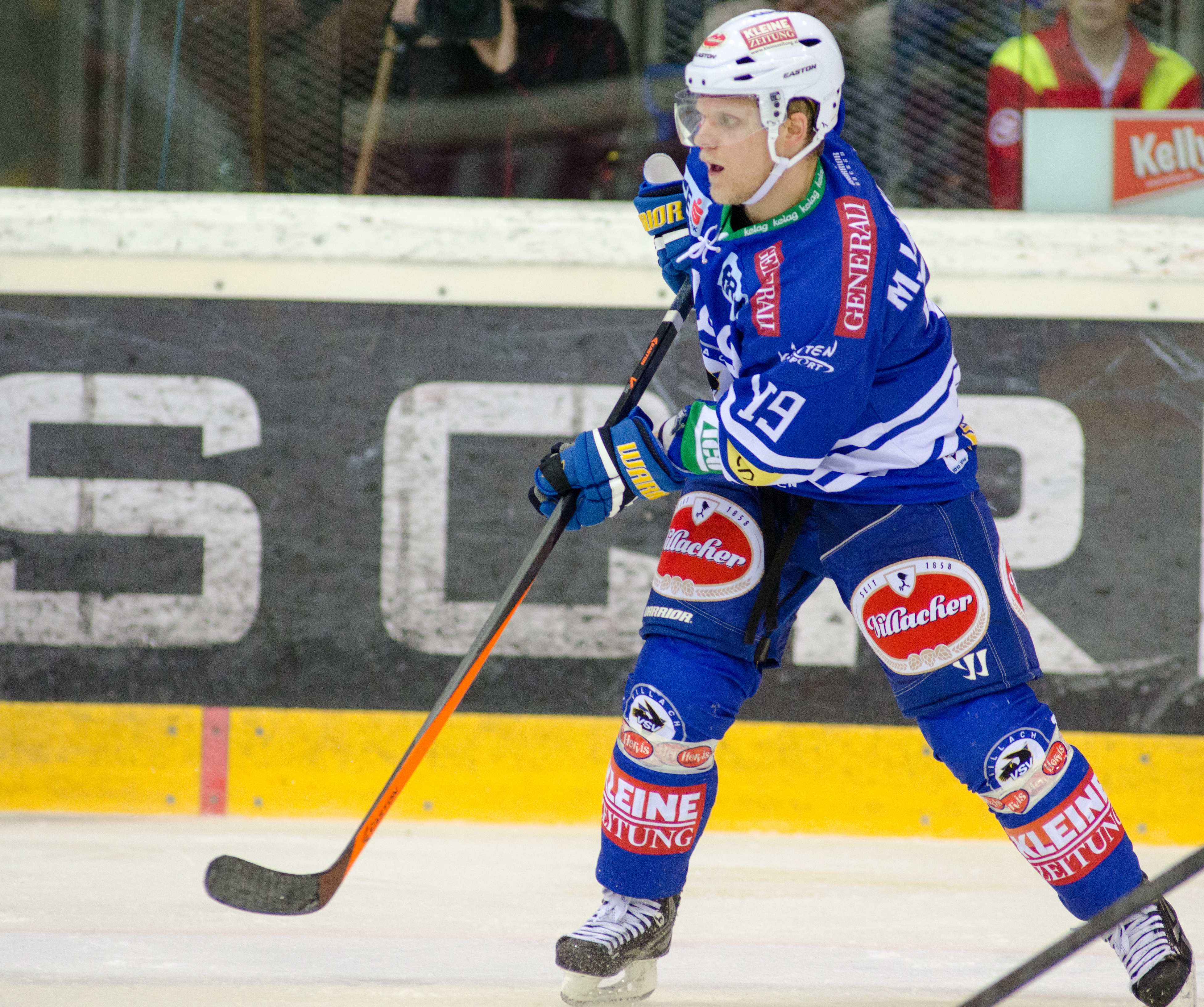
Lamoureux im Trikot des EC VSV (2014)

Sein erstes Engagement als Profi hatte Lamoureux am Ende der Saison 2011/12 bei den Gwinnett Gladiators in der ECHL. In seiner ersten vollen ECHL-Saison im Spieljahr 2012/13 bei den Ontario Reign wurde Lamoureux in das All-Rookie-Team berufen, nachdem er in 71 Spielen 25 Tore und 40 Vorlagen erzielt hatte. Für die ECHL-Saison 2013/14 unterschrieb er einen neuen Vertrag bei den Reign und verbrachte in diesem Jahr auch einige Zeit bei den Oklahoma City Barons in der American Hockey League (AHL). Im Februar 2014 wurde der US-Amerikaner vom EC VSV aus der österreichischen Erste Bank Eishockey Liga (EBEL) verpflichtet, bei dem er auf seinen Bruder Jean-Philippe traf. Im Oktober desselben Jahres gaben die Ontario Reign seine Transferrechte an die Quad City Mallards ab, für die er in der Folge in 68 ECHL-Einsätzen 20 Tore und 51 Assists sammelte. Im Verlauf der Saison absolvierte Lamoureux zudem jeweils ein Professional Tryout Agreement (PTO) bei den Bridgeport Sound Tigers und Charlotte Checkersin der AHL. Vor den Playoffs kehrte er zu den Mallards zurück.
Ab Juni 2015 stand der US-Amerikaner bei Esbjerg Energy aus der dänischen Metal Ligaen unter Vertrag und gewann mit diesen im Frühjahr 2016 die dänische Meisterschaft. Mit 26 Toren und 35 Vorlagen in 45 Spielen der Hauptrunde sowie zwei Toren und elf Vorlagen in 18 Playoff-Spielen gehörte er zu den Schlüsselspielern innerhalb des Meisterkaders. Nach einem Jahr in Dänemark nahm Lamoureux ein Angebot aus Österreich an und unterschrieb im Mai 2016 einen Vertrag beim EBEL-Team HC Innsbruck. Im Februar 2018 kehrte er nach Stationen bei Frisk Asker in Norwegen und dem EHC Winterthur in der Schweiz abermals in die EBEL zurück, als er von den Graz 99ers verpflichtet wurde. Anschließend spielte er eine weitere Saison bei deren Ligakonkurrenten HC Innsbruck, ehe der Angreifer im Mai 2019 von den Dresdner Eislöwen aus der DEL2 verpflichtet wurde. Bei den Eislöwen gehörte er in der Folge zu den Leistungsträgern und erzielte 68 Scorerpunkte in 54 Saisonpartien.
Nach der abgebrochenen Saison 2019/20 kehrte Lamoureux nicht zu den Eislöwen zurück, sondern wurde im November 2020 vom ungarischen Klub Újpesti TE aus der Ersten Liga verpflichtet. Für UTE erzielte er in 14 Spielen 15 Scorerpunkte, ehe er im Januar 2021 vom EC Bad Tölz unter Vertrag genommen wurde. Im März desselben Jahres kehrte der 32-Jährige in seine Heimat zurück und beendete im Verlauf des Jahres seine aktive Karriere.

## Erfolge und Auszeichnungen
| - 2010 Broadmoor-Trophy-Gewinn mit der University of North Dakota - 2010 WCHA All-Academic Team - 2011 Broadmoor-Trophy-Gewinn mit der University of North Dakota - 2011 WCHA All-Academic Team - 2012 Broadmoor-Trophy-Gewinn mit der University of North Dakota | - 2012 WCHA All-Tournament Team - 2012 WCHA All-Academic Team - 2013 ECHL All-Rookie Team - 2016 Dänischer Meister mit Esbjerg Energy |

## Karrierestatistik
(Legende zur Spielerstatistik: Sp oder GP = absolvierte Spiele; T oder G = erzielte Tore; V oder A = erzielte Assists; Pkt oder Pts = erzielte Scorerpunkte; SM oder PIM = erhaltene Strafminuten; +/− = Plus/Minus-Bilanz; PP = erzielte Überzahltore; SH = erzielte Unterzahltore; GW = erzielte Siegtore; 1 Play-downs/Relegation; Kursiv: Statistik nicht vollständig)

## Familie
Mario Lamoureux kommt aus einer Eishockey-begeisterten Familie. Sein Vater Jean-Pierre war Anfang der 1980er Jahre Torhüter der University of North Dakota. Zudem hat er drei Brüder und zwei Schwestern, die alle Eishockey spielen oder spielten. Seine beiden Zwillingsschwestern, Monique und Jocelyne, sind beide Nationalspielerinnen der Vereinigten Staaten und gewannen jeweils zweimal olympische Silbermedaillen sowie mehrere Weltmeistertitel.
Sein Bruder Jacques studierte an der United States Air Force Academy und spielte für deren Eishockeyteam, wobei er für den Hobey Baker Award nominiert wurde. Pierre-Paul spielte für die University of Manitoba und gehört heute dem Trainerstab des Eishockeyteams an. Jean-Philippe Lamoureux spielte in der Vergangenheit ebenfalls für die University of North Dakota, war später in der ECHL aktiv und stand zwischen Februar und April 2014 gemeinsam mit Mario beim EC VSV auf dem Eis.